# Je veux votre mari !

Je veux votre mari ! (The Other Woman) est un téléfilm canadien réalisé par Jason Priestley, diffusé en 2008.

## Résumé
Jill est confrontée par la jeune et très sexy collègue de travail de son mari Derek, qui indique qu'elle prévoit de se marier avec lui. Derek nie la relation, mais alors que sa relation avec Jill était elle aussi au début extraconjugale, Jill va devoir faire face à l'autre côté de la trahison maritale.

## Fiche technique
- Titre original : The Other Woman
- Titre français : Je veux votre mari !
- Réalisation : Jason Priestley
- Scénario : Dave Schultz, d’après un roman de Joy Fielding
- Direction artistique : Linda Williams
- Costumes : Wendy Partridge
- Photographie : Craig Wrobleski
- Montage : Bridget Durnford
- Musique : Zack Ryan
- Production : Joy Fielding, Michael Frislev et Chad Oakes
- Sociétés de production : Nomadic Pictures ; Randwell Distribution (associée)
- Société de distribution : Nomadic Pictures
- Pays d’origine :  Canada
- Langue originale : anglais
- Format : couleur
- Genre : drame
- Durée : 89 minutes

## Distribution
- Josie Bissett : Jill Plumley
- Ted Whittall : Derek Plumley
- MacKenzie Porter (VF : Anouck Hautbois) : Lauren
- Lisa Marie Caruk : Nicole Clark
- Alan C. Peterson : Stan Weatherly
- Judith Buchan : Colleen Weatherly
- Jason Priestley : Pete
- Travis Milne : Tyler
- Mandy Stobo : Lisa Weatherly
- Lee Cameron : le serveur
- Gillian Carfra (VF : Brigitte Virtudes) : Elaine
- Graeme Black : Barry
- Terry Lawrence : l'inspecteur Waters
- Terry David Mulligan : le témoin de l'accusation
- Joseph Sutherland : Cole Weatherly
- Lindsay Burns (VF : Blanche Ravalec) : la juge
- Daniel Libman : l’avocat